# Chiara Ferragni

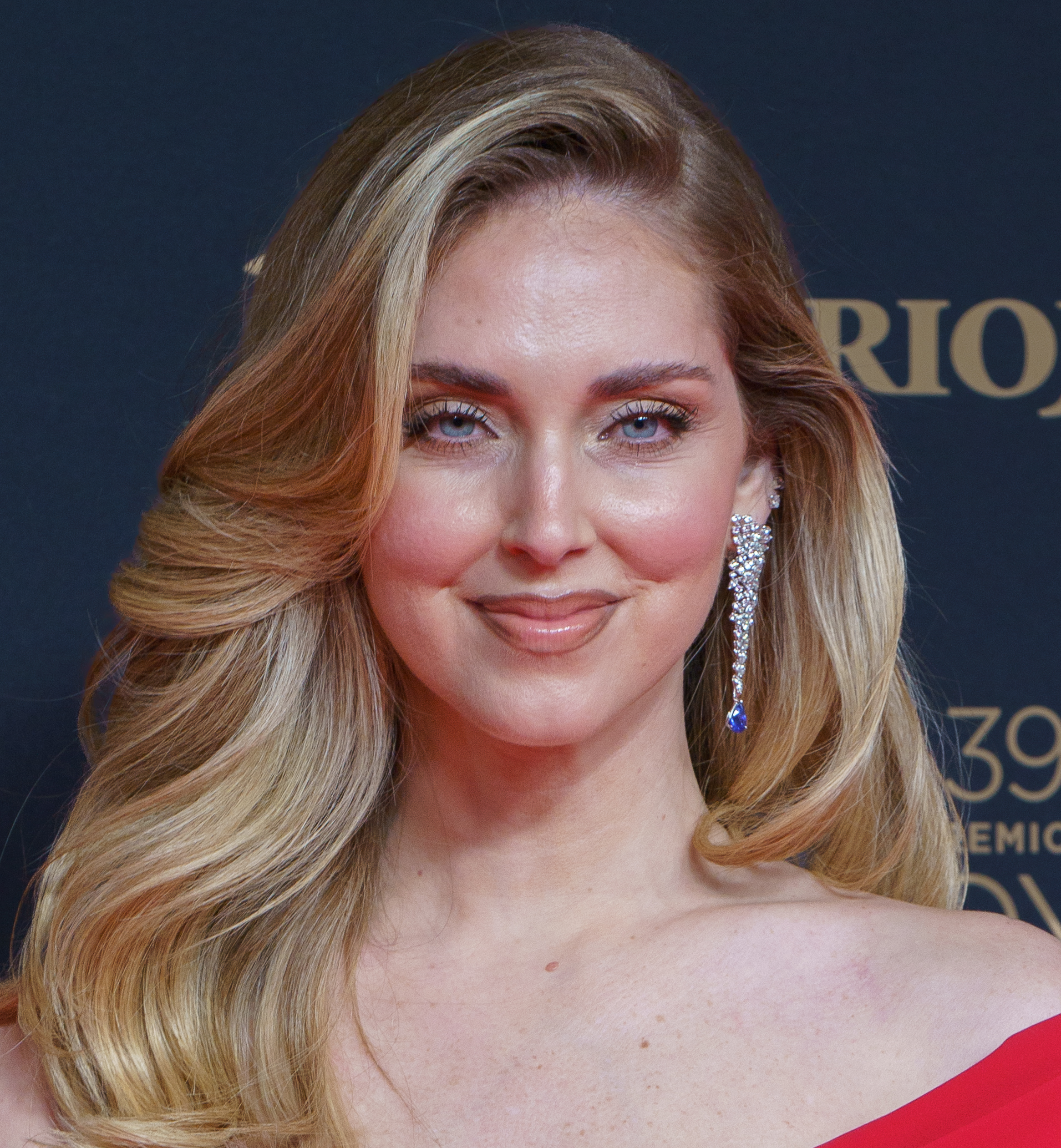
Chiara Ferragni, 2025

Chiara Ferragni (* 7. Mai 1987 in Cremona) ist eine italienische Unternehmerin, Bloggerin, Influencerin und Model.

## Privatleben
Die 1987 in Cremona geborene Chiara Ferragni ist die Tochter des Zahnarztes Marco Ferragni und der Schriftstellerin Marina Di Guardo. Sie hat zwei jüngere Schwestern, Francesca und Valentina. Sie besuchte das humanistische Gymnasium Daniele Manin in ihrer Geburtsstadt Cremona und studierte nach ihrem Schulabschluss Rechtswissenschaften an der Mailänder Privatuniversität Bocconi, beendete jedoch das Studium nicht.
Bis 2012 war Ferragni mit dem Mitbegründer des Blogs The Blonde Salad, Riccardo Pozzoli, liiert. Seit 2014 führte sie eine Beziehung mit dem Amerikaner Andrew Arthur. 2016 lernte sie den italienischen Rapper Fedez kennen und verlobte sich im Mai 2017 mit ihm. Ihr gemeinsamer Sohn wurde im März 2018 geboren. Am 1. September 2018 heiratete das Paar in Noto auf Sizilien, und im März 2021 kam die gemeinsame Tochter zur Welt. Im Februar 2024 wurde ihre Trennung bekannt.

## Karriere
Ferragnis Mutter arbeitete bei Blumarine, wodurch sie schon früh in Kontakt mit Mode kam. Sie präsentierte sich gern, ihr damaliger Freund Riccardo Pozzoli fotografierte sie. Diese Fotos lud sie auf Flickr hoch, woraufhin sie im Oktober 2009 schließlich mit Pozzoli mit einer Investition von zehn Euro den Blog The Blonde Salat kreierte. Da The Blonde Salad viele Kooperationsanfragen ablehnte, wurde die Marke um Ferragni schnell exklusiv und begehrt.
Im Jahr 2010 war sie Gast bei den MTV TRL Awards, 2011 präsentierte sie eine eigene Schuhlinie. Obwohl sich im Jahr 2012 die Beziehung zu Pozzoli löst, arbeiteten beide weiter zusammen.

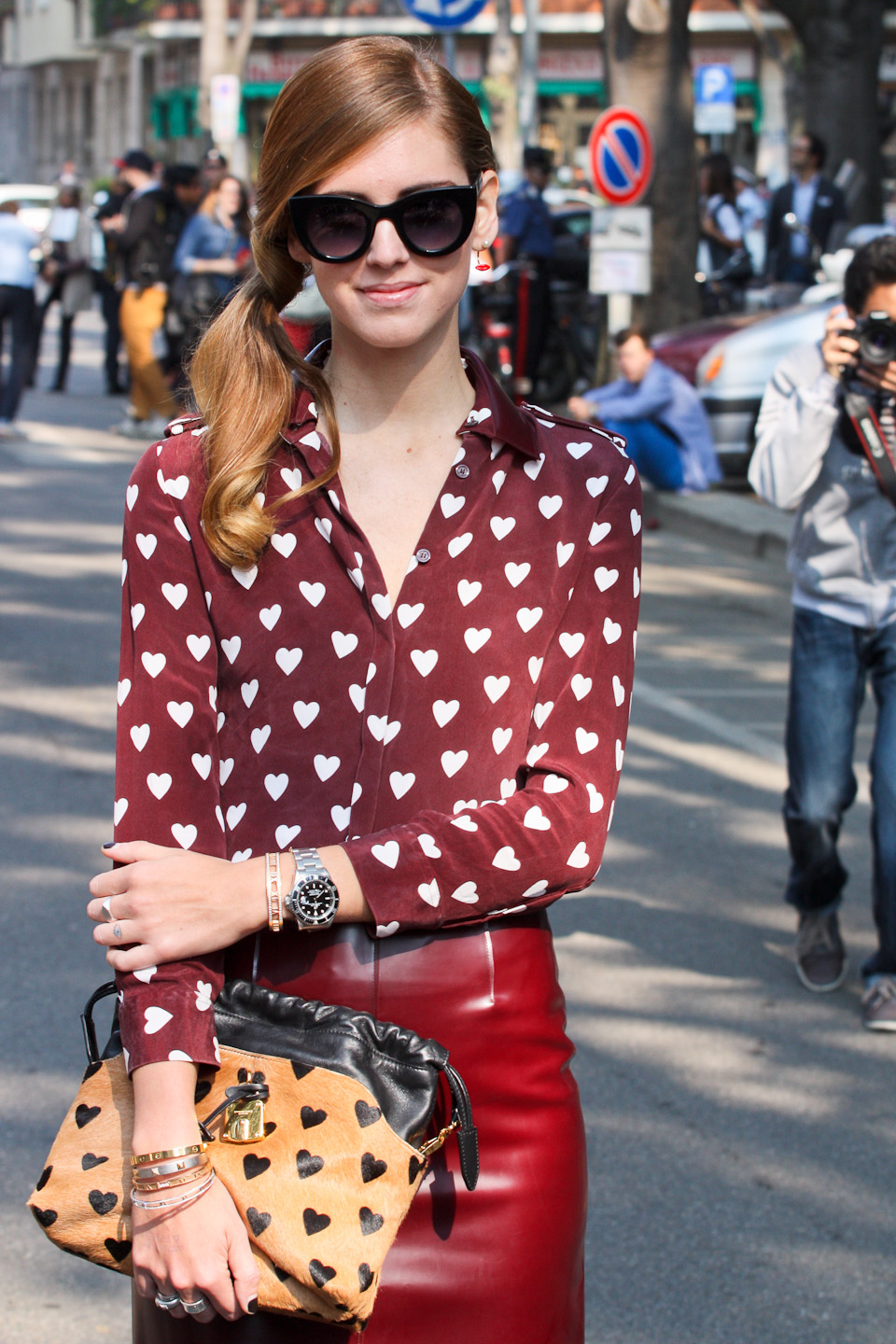
Chiara Ferragni, 2013

Im August 2014 war Ferragni Gastjurorin in der 13. Ausgabe von Project Runway. Im April 2015 war Ferragni die erste Modebloggerin, die auf einem Cover der Vogue erschien, als sie für die Aprilausgabe der spanischen Vogue ausgewählt wurde. In dieser Zeit erwirtschaftete sie mit ihrem Blog einen Umsatz von acht bis zehn Millionen US-Dollar und wurde in einer Fallstudie der Harvard Business School behandelt. Im September 2016 erhielt der Blog, der sich immer mehr in ein Lifestyle-Magazin gewandelt hatte, zusätzlich einen Onlineshop.
Das Magazin Forbes nahm die Bloggerin 2016 in die Liste der „30 Under 30 Europe: The Arts“ auf. Im August 2016 schuf Mattel eine Barbie-Version von Chiara Ferragni. Aufgrund ihrer Bekanntheit erhielt sie auch Modelaufträge für namhafte Marken wie Swarovski, Pantene, Amazon, Pomellato oder Intimissimi.
Am 6. Dezember 2017 wurde sie in Rom als „Top Digital Leader“ und in der Kategorie „Italian Women’s Web Star“ ausgezeichnet. Am 26. Juli 2017 eröffnete Ferragni ihr erstes Geschäft der „Chiara Ferragni Collection“ in Mailand.
Am 25. Juni 2020 erschien eine gemeinsame Single Non Mi Basta Più mit der Rapperin Baby K. 2021 kooperierte Nespresso mit Ferragni.
Mit mehr als 28,8 Millionen Followern (Stand: August 2024) zählte sie auf dem sozialen Netzwerk Instagram zu den meistgeklickten und bestbezahlten Influencern, laut der Modezeitschrift Vogue war sie die „erfolgreichste Influencerin der Welt“.
Im Dezember 2021 veröffentlichte Amazon Prime die achtteilige Reality-Show The Ferragnez – The Series.
Nach Ausbruch der Corona-Pandemie in Italien erreichte der Einfluss Ferragnis und ihres Partners Fedez, die sich gemeinsam die Ferragnez nannten, auch die politische Sphäre. Innerhalb des Duos galt Ferragni als der dominierende Part. Beide waren als Gegner Matteo Salvinis und der Lega Nord bekannt und wurden deswegen aus dem linksliberalen Spektrum heraus kaum für ihre populistischen Methoden kritisiert. Auch Diskreditierungskampagnen Salvinis blieben wegen der großen Popularität der angefeindeten Influencer wirkungslos oder wirkten sogar kontraproduktiv. Für sich persönlich schlossen Ferragni und Fedez einen Einstieg in die Politik aus, gehörten aber zu den Influencern, die politische Botschaften in ihrer Öffentlichkeitsarbeit bewusst einsetzten.

## Spendenskandale
Im Dezember 2022 äußerte die Journalistin Selvaggia Lucarelli in einem Artikel in der Tageszeitung Domani Zweifel an einer Initiative von Pandoros (Weihnachtskuchen) des Süßwarenherstellers Balocco mit Ferragni-Thematik, die angeblich zur Unterstützung des Kinderkrankenhauses Regina Margherita in Turin verkauft wurden. Chiara Ferragnis Charity-Pandoro sei nur Marketing und keine Wohltätigkeit, schrieb Lucarelli. Im Sommer 2023 leitete die italienische Wettbewerbsbehörde ein Ermittlungsverfahren ein, woraufhin als Ergebnis im Dezember 2023 Ferragni zur Zahlung einer Millionenstrafe verurteilt wurde, da sie Ende 2022 bei der Vermarktung des Weihnachtskuchens den Eindruck erweckte, Teile des Erlöses würden der Behandlung von krebskranken Kindern im Kinderkrankenhaus Regina Margherita zugutekommen. Die Firmen Fenice und TBS Crew, mit denen Ferragni sich und ihre Marken vermarktet, hätten jedoch mehr als eine Million Euro verdient, „ohne etwas an das Krankenhaus zu zahlen“, monierte das nationale Kartellamt. Die Wettbewerbsbehörde legte allen drei Unternehmen und Ferragni „unlautere Geschäftspraktiken“ zur Last. Sie hätten bei den Verbrauchern den Eindruck erweckt, dass mit dem Kauf des von Ferragni entworfenen Weihnachtskuchens Pandoro Pink Christmas eine Spende an das Turiner Krankenhaus verbunden sei. Die Packung des mit pinkfarbigem Puderzucker verkauften Weihnachtskuchens wurde für neun Euro vertrieben; das herkömmliche Gebäck liegt bei 3,70 Euro. Der Verkauf der ca. 360.000 Pandori brachte Ferragnis Firma einen Gewinn von mehr als einer Million Euro ein. Dass der Kuchen deutlich teurer gewesen sei als ein normaler Pandoro, habe zur „Irreführung“ der Kunden beigetragen. Die Verbraucherschutzorganisation Codacons kündigte an, Ferragni bei 104 Staatsanwaltschaften anzuzeigen, um „eine strafrechtliche Untersuchung wegen schweren Betrugs“ zu bewirken.
Ferragni verlor zudem mehrere Werbeverträge; Unternehmen wie Coca-Cola und Safilo Group kündigten die Zusammenarbeit mit ihr auf.
Die Staatsanwaltschaft Mailand leitete die Ermittlungen ein. Ferragni entschuldigte sich und sprach von einem „Kommunikationsfehler“. Die italienische Tageszeitung Il Fatto Quotidiano enthüllte weiter, dass Ferragni bereits mehrfach dieselben Methoden angewendet hatte; so habe sie 2021 und 2022 bei der Vermarktung von Schokoeiern suggeriert, dass mit ihnen ein Verein unterstützt werde, der sich um autistische Kinder kümmert. Der Verein habe allerdings in zwei Jahren nur 36.000 Euro erhalten, während Ferragni selbst vom Hersteller insgesamt 1,2 Millionen Euro erhielt. Die Staatsanwaltschaft schloss die Ermittlungen Anfang Oktober ab und erhob Anklage wegen schwerem Betrug.
Anfang Juli 2024 zog Ferragni ihre Berufung beim Verwaltungsgericht der Region Latium gegen eine von der italienischen Wettbewerbs- und Marktaufsichtsbehörde verhängte Millionenstrafe zurück; damit muss sie die Strafe zahlen. Sie einigte sie sich mit der Behörde auf eine Spendenzahlung an eine gemeinnützige Stiftung in Höhe von drei Millionen Euro.
Im Januar 2024 beschloss das Kabinett Meloni Bußgelder von bis zu 50.000 Euro.

## Dokumentarfilm
- Chiara Ferragni – Unposted. Dokumentarfilm, 85 Min. Italien 2019.[37][38]